# Бештоков, Хабас Карнеевич
Бештоков Хабас Карнеевич (кабард.-черк. Бештокъуэ Къарней и къуэ Хьэбас; род. 5 июня 1943) — кабардинский поэт, драматург, переводчик.

## Биография
Родился в 1943 году в селе Кызбырун II (ныне Исламей), Баксанского района КБАССР.
В 1961 году окончил школу и поступил на русско-кабардинское отделение филологического факультета КБГУ.
В 1963—1964 годах служил в рядах Советской Армии.
В 1965 году с пятого курса перевелся в факультет журналистики в МГУ, и окончил его в 1968 году.
С 1968 по 1972 года работал главным редактором республиканского радио и телевидения.
В 1975 году начал работу в редакции республиканской газеты «Ленин гъуэгу». С 1982 по 1992 года работал главным редактором детского журнала «Нур» и сделал существенный вклад в его становление.
С 1995 года занимает должность заведующего Литературным отделом Национально музея КБР.
Лауреат премии Международной Черкесской Организации.
В 2014 году присвоено почётное звание «Народный поэт Кабардино-Балкарской Республики».

## Творческая деятельность
Бештоков Хабас начал писать ещё в 1960 году в школе. Первые его повести были опубликованы в газете «Ленин гъуэгу».
Многие его стихи и повести в последующем были переведены на русский, украинский, балкарский и аварский языки.
С 1980 года начал переводить и опубликовывать на кабардино-черкесском языке многие детские сказки и песни народов мира. Все они печатались в журнале «Нур».
В 2009 году большинство его литературно-критических статей были опубликованы в книге «Родник адыгской словесности».
Основной тематикой творчества поэта была — судьба родины и национальной культуры, взаимоотношения человека с обществом, миром и космосом.

## Творчество

### Поэтические книги
- Ракетодромы (1969 г.)
- Пора роз (1973 г.)
- Семья (1976 г.)
- Красный всадник (1977 г.)
- Земля отцов (1978 г.)
- Мелодии нартов (1979 г.)
- Совесть (1985 г.)
- Книга любви (1988 г.)
- Одинокое дерево над рекой (1991 г.)
- Насрен Длиннобородый (1995 г.)
- Дорога вдоль берега океана (1998 г.)
- Рукопись (2001 г.)
- Удивительный мир (2003 г.)
- Золотая осень (2006 г.)
- Одинокое дерево (2011 г.)
- Белое золото и уголь (2012 г.)
- Стихотворения (Серия: "Школьная библиотека". 2014 г.)

### Драматургия
- Адыгский Прометей (1995 г.)
- Имис (1995 г.)
- На лодке переплывающий океан (2006 г.)
- Стамбульская кошка (2012 г.)

### Для детей
- Детские песни народов СССР.
- Детские песни народов Европы.
- Сказки народов СССР.
- Сказки народов мира.

(Переводы для детей печатались в журнале «Нур» за 1982-1992 гг.)

### Переводы
- В. Шекспир «Король Лир». (В книге «Назрен Длиннобородый»)  Нальчик, «Эльбрус», 1995 г.
- Э. Ионеско «Стулья» (не опубликовано).
- А. Камю «Калигула».(В журнале «Ошхамахо» 2015 г. №2 ).

### Литературно-критические и публицистические статьи и беседы Бештокова Х.К.
а)  на кабардинском языке
- О нашей книжной графике. Журнал «Ошхамахо». 1971 г. №2.
- Пути адыгской (черкесской) культуры. Газета «Ленинский путь», 1978 г., 5 сентября.
- Звезда Алий Шогенцукова и три современных хитчина. «Адыгское слово». 1997 г. 3 сентября.
- Богу-богово, кесарю-кесарево. Газета «Хаса», 1994 г. 15 октября.
- На радость детям. Журнал «Ошхамахо». 1987 г. №6.
- Язык, на котором мы пишем. Журнал «Ошхамахо». (Середина 80-х годов XX века).
- Живой источник – родной язык (о проблеме совершенствования букварей и учебников). Журнал «Ошхамахо». 1997 г. №1.
- Почерк молодых. (Цикл статей о творчестве молодых кабардинских поэтов. Газета «Адыгское слово», 1998 г., май, июнь).

б)  на русском языке
- Сердце, открытое миру. (О творчестве З. Тхагазитова) «Кабардино-Балкарская правда», 1980 г., 11 марта.
- Помни о своих корнях. Газета «Советская молодежь». 1988 г., 30 декабря.
- Довольно самообмана. (Круглый стол: Х. Бештоков, А. Гутов, Р. Кучмезова, Ю. Тхагазитов, Ф. Урусбиева, Г. Яропольский) Журнал «Эльбрус», 1989, №2.
- Кризис. (Круглый стол по проблемам кабардинского театра: Х. Бештоков, Н. Шогенцукова, Ю. Тхагазитов, Р. Кумышева) «Советская молодежь», 1989 г. 22 декабря.
- Бедный, бедный Гамлет. КБП, 1990 г., 16 января.
- Сложен литературы путь. КБП, 1988 г., 31 июля.
- Социалистический меджун. (Беседа с журналисткой М. Котляровой о литературной ситуации в КБР в начале 90-х г. XX века.) Газета «Республика» №14, 16, 1991, 1992 гг..
- Трещина (открытое письмо балкарским писателям). «Советская молодежь». 1991 г., 6 декабря.
- Рецидив лирического (О личности и творчестве З. Налоева). «Эльбрус» 1991 г. №1.
- Долгое возвращение Лаши Агнокова. «Газета Юга», 1994 г., 14 октября.
- Казнь Темиргоевского аула. (О романе В.И. Немировича-Данченко «Рыцари гор».) Газета «Нарт» 1995 г., №№ 14-15.
- Гримасы массовой культуры. «Газета Юга», 1997 г. 9 октября.
- Язык, словесность, культура. Журнал «Эльбрус» 1990 г., №1.